# Emesis yucatanensis
Emesis yucatanensis är en fjärilsart som beskrevs av Frederick DuCane Godman och Osbert Salvin 1886. Emesis yucatanensis ingår i släktet Emesis och familjen Riodinidae. Inga underarter finns listade i Catalogue of Life.